# District historique de Lassen Volcanic National Park Highway
Le district historique de Lassen Volcanic National Park Highway, ou Lassen Volcanic National Park Highway Historic District en anglais, est un district historique dans les comtés de Shasta et Tehama, en Californie, aux États-Unis. Protégé au sein du parc national volcanique de Lassen, il est inscrit au Registre national des lieux historiques depuis le 23 juin 2006.